# Werner Brinkmann
Werner Brinkmann (* 10. Dezember 1946 in Hamm) ist ein deutscher Jurist. Er war bis Ende 2011 Alleinvorstand der Stiftung Warentest in Berlin-Tiergarten.

## Ausbildung
Werner Brinkmann wuchs in seinem Geburtsort Hamm auf, sein Abitur legte er 1966 am humanistischen Gymnasium Hammonense ab. Von 1966 bis 1970 studierte er an den Universitäten Freiburg im Breisgau und Münster Rechtswissenschaft. Das Erste Staatsexamen legte er 1970 und das Zweite Staatsexamen 1975 ab. 1975 promovierte er außerdem an der Universität Münster mit einer Dissertation über Die Verbraucherorganisationen der Bundesrepublik und ihre Tätigkeit bei der technischen Normung zum Doktor der Rechtswissenschaften.

## Berufsweg
Von 1975 bis 1979 war er Leiter der Abteilung Verwaltung und Recht der Stiftung Warentest in Berlin. Im Anschluss war er bis 1992 beim Deutschlandfunk tätig, zuletzt als Leiter der Hauptabteilung Personal, Recht und Honorare / Lizenzen.
1981 wurde er in das Kuratorium der Stiftung Warentest berufen, und von 1992 bis Ende 1994 war er Mitglied des Vorstandes der Stiftung Warentest. Als der Vorstandsvorsitzende Roland Hüttenrauch in den Ruhestand ging, wurde Werner Brinkmann 1995 Alleinvorstand der Stiftung Warentest. Seine Berufung zum Alleinvorstand wurde zuletzt 2006 um weitere fünf Jahre verlängert. Im Dezember 2009 bekam er aufgrund seiner Initiative eine Zusage der Bundesverbraucherschutzministerin Ilse Aigner, das Stiftungskapital der Stiftung Warentest bis 2012 um 50 Millionen Euro zu erhöhen.
Ende 2011 ging Brinkmann in den Ruhestand, sein Nachfolger ist seit dem 2. Januar 2012 der bisherige Chefredakteur der Zeitschrift test Hubertus Primus.

## Sonstiges
Werner Brinkmann ist Mitglied im Board der Organisation International Consumer Research & Testing, Mitglied des Verwaltungsrats des Verbraucherzentrale Bundesverbands (vzbv) und Mitglied des Lenkungsausschusses der Deutschen Kommission Elektrotechnik Elektronik Informationstechnik (DKE).
Seit 1995 ist Werner Brinkmann Mitglied im Präsidium des Deutschen Institutes für Normung (DIN). 2000 wurde ihm der B.A.U.M.-Umweltpreis des Bundesdeutschen Arbeitskreises für Umweltbewusstes Management verliehen.
2011 erhielt Werner Brinkmann für seine Erfolge im Dienste der Verbraucher das Bundesverdienstkreuz am Bande.
Er ist nicht parteipolitisch aktiv und lebt mit seiner Ehefrau und seinem Sohn in Berlin-Zehlendorf.

## Schriften
- mit Peter Sieber: Gebrauchstauglichkeit, Gebrauchswert und Qualität. In: Tilo Pfeifer, Robert Schmitt (Hrsg.): Masing Handbuch Qualitätsmanagement, 5. Auflage. Hanser, München 2007, ISBN 978-3-446-40752-7, S. 777–786.
- Rechtliche Aspekte der Bedeutung von technischen Normen für den Verbraucherschutz. Herausgeber: Deutsches Institut für Normung e.V. Beuth, Berlin, Köln 1984, ISBN 3-410-10845-9.
- Die wettbewerbs- und deliktrechtliche Bedeutung des Ranges von Warentests und Preisvergleichen. In: Betriebs-Berater. Band 38. 1983, ISSN 0340-7918, S. 91–94.
- Vertragsrechtliche Probleme bei Warenbestellungen über Bildschirmtext. In: Betriebs-Berater. Band 36. 1981, ISSN 0340-7918, S. 1183–1190.
- Zur Problematik der Werbung mit Testergebnissen. In: Betriebs-Berater. Band 33. 1978, ISSN 0340-7918, S. 1285–1291.
- Rechtsprobleme des vergleichenden Warentests in der Bundesrepublik Deutschland. In: Zeitschrift für Verbraucherpolitik. Jahrgang 1, Heft 3. 1977, S. 255–265.
- Die Verbraucherorganisationen in der Bundesrepublik Deutschland und ihre Tätigkeit bei der überbetrieblichen technischen Normung. Heymann, Köln, Berlin, Bonn, München 1976, ISBN 3-452-18149-9.